# Konstantin Palaiologos Porphyrogennetos

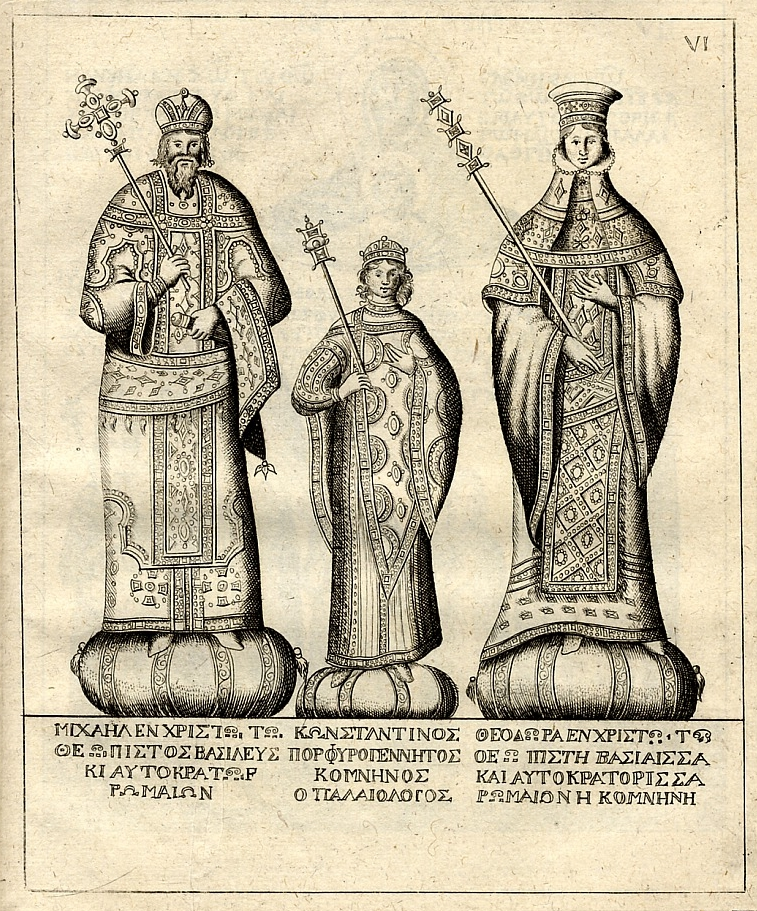
Konstantin Palaiologos (Mitte) mit seinen Eltern

Konstantin Dukas Palaiologos Porphyrogennetos (mittelgriechisch Κωνσταντῖνος Δούκας Παλαιολόγος Πορφυρογέννητος; * zwischen August und Dezember 1261 in Konstantinopel; † 5. Mai 1306 ebenda) war ein byzantinischer Prinz und General. 

## Leben
Konstantin war der dritte Sohn des Kaisers Michael VIII. Palaiologos und der Theodora Dukaina Batatzina. Er kam einige Wochen nach der Rückeroberung von Konstantinopel am 25. Juli 1261 in der Porphyra des Großen Palastes von Konstantinopel zur Welt und war somit der erste echte Porphyrogennetos seit Alexios II. Komnenos. Er hatte drei Brüder, darunter den späteren Kaiser Andronikos II., und sechs Schwestern. 
Von seinem Vater wurde Konstantin in der Hofhierarchie „höher als ein Despot geehrt“; dass er tatsächlich diesen Titel trug, ist durch zeitgenössische Siegel belegt. 1280 wurde er als Truppenführer gegen die Serben nach Makedonien entsandt. Anschließend bekämpfte er die türkische Bedrohung in Kleinasien und festigte die kaiserliche Herrschaft über das Mäandertal. In der Hauptstadt ließ er das Studionkloster erneuern.
Um 1290 heiratete Konstantin Irene Palaiologina Raulaina, eine Tochter des Protovestiarios Johannes Raul Petraliphas und der Theodora Raulaina. 1292 (oder 1293) wurde er in Nymphaion (wohl fälschlich) der Vorbereitung einer Usurpation beschuldigt. Andronikos II. ließ seinen Bruder festnehmen, ins Mönchsgewand stecken und für den Rest seines Lebens gefangen halten; 1299 nahm der Kaiser ihn mit nach Thessaloniki. 
Konstantin starb 1306 als Mönch Athanasios und wurde im Konstantin-Lips-Kloster in Konstantinopel bestattet. Sein Sohn Johannes Palaiologos rebellierte 1325/26 als Gouverneur von Thessaloniki gegen Andronikos II.
Nach Konstantin Palaiologos Porphyrogennetos ist der Porphyrogennetos-Palast im nordwestlichen Teil der Altstadt von Istanbul benannt.